# Епархия Тибили
Епархия Тибили (лат. Dioecesis Thibilitana) — титулярная епархия Римско-Католической церкви.

## История
Античный город Тибили, который сегодня ассоциируется с археологическими раскопками Announa в Алжире, находился в римской провинции Нумидия и был центром одноимённой епархии, которая прекратила своё существование в конце VI века.
С 1966 года епархия Тибили является титулярной епархией Римско-Католической церкви.

## Епископы
- епископ Симплиций I (упоминается в 411 году);
- епископ Симплиций II (упоминается в 484 году).

## Титулярные епископы
- епископ Louis-Marie-Fernand de Bazelaire de Ruppierre (26.04.1966 — 10.12.1970);
- епископ Бернар-Луи-Огюст-Поль Панафьё (18.04.1974 — 30.11.1978) — назначен архиепископом Экс-ан-Прованса;
- епископ Brendan Oliver Comiskey, SS.CC. (3.12.1979 — 4.04.1984) — назначен епископом Фернса;
- епископ Хорхе Артуро Медина Эстевес (18.12.1984 — 25.12.1987) — назначен епископом Ранкагуа;
- епископ Андре Вен-Труа (25.06.1988 — 21.04.1999) — назначен архиепископом Тура;
- епископ Johannes Gerardus Maria van Burgsteden S.S.S. (24.06.2000 — по настоящее время).

## Источник
- Annuario Pontificio, Libreria Editrice Vaticana, Città del Vaticano, 2003, стр. 913, ISBN 88-209-7422-3
- Pius Bonifacius Gams, Series episcoporum Ecclesiae Catholicae, Leipzig 1931, стр. 469  (лат.)
- Stefano Antonio Morcelli, Africa christiana, Volume I, Brescia 1816, стр. 317  (лат.)